# Дос Ерманас
Дос Ерманас (шп. Dos Hermanas, у преводу Две сестре) је велики шпански град у покрајини Севиља у аутономној заједници Андалузија.
Дос Ерманас је интернационално познат по турниру у шаху који се од 1989. сваке године одржава. Градоначелник града је социјалиста Франсиско Тоскано Санчез (PSOE).

## Географија
Дос Ерманас се налази 12 км јужно од Севиље и има 130.369 становника (по попису из 2014), чији број, због мале удаљености од Севиље, стално расте. Град обухвата површину од 159,1 km² и налази се на надморској висини од 42 м.

### Клима
Овај град има доста сунчаних дана, а просечна температура у току године износи 18,7 °C.

## Историја
Становници града се називају Назаренци (шпански назаренос) по сестрама Елвири и Естефанији Назарено по којима је град и добио име. По легенди, оне су на основу пронађеног звона и иконе свете Ане у пећини, 1248. године, након освајања Фернанда III од Кастиље, на том месту подигле цркву. Прича потвђује да су оне биле сестре Гонзала Назарена.
- 1404. град се први пут спомиње
- 1679. град је имао око 1000 становника
- 1900. град има 7.850 становника
- 1937. за време Шпанског грађанског рата 3000 хектара земље дато је Севиљи
- 1970. град има 39.677 становника
- 1979. град има 50.720 становника
- 2002. град има 103.282 становника
- 2006. град има 114.672 становника
- 2008. град има 120.323 становника
- 2014. град има 130.369 становника

## Становништво
Према процени, у граду је 2008. живело 120.323 становника.

| 1981.  | 1989.  | 1991.  | 2002.   |
| ------ | ------ | ------ | ------- |
| 57.357 | 78.025 | 77.997 | 101.988 |

## Саобраћај
Дос Ерманас има повољан положај у погледу саобраћаја. Ту почиње ауто-пут А-4 који води у правцу такође великог града Кадиза и железничка линија Мадрид-Кадиз.